# Lake Hamilton (Arkansas)
Lake Hamilton é uma Região censo-designada localizada no estado americano de Arkansas, no Condado de Garland.

## Demografia
Segundo o censo americano de 2000, a sua população era de 1 609 habitantes.

## Geografia
De acordo com o United States Census Bureau, a localidade tem uma área de 10,1 km², dos quais 5,1 km² cobertos por terra e 5,0 km² cobertos por água.

## Localidades na vizinhança
O diagrama seguinte representa as localidades num raio de 32 km ao redor de Lake Hamilton.